# 이지호 (가수)
이지호(李至鎬, 1997년 6월 19일 ~ )은 대한민국의 가수, 음악프로듀서이다.

## 학력
- 2003년 ~ 2009년 김해삼성초등학교
- 2011년 ~ 2012년 김해삼정중학교
- 2013년 ~ 2015년 김해고등학교
- 2016년 ~ 2017년 경성대학교 음악학부 성악전공 자퇴
- 2017년 ~ 2019년 여주대학교 방송영상학 전문학사
- 2019년 ~ 2022년 서울디지털대학교 실용음악학 학사
- 2023년 ~ 동국대학교 문화예술대학원 실용예술학 석사과정

## 경력
- 2025년 01월 홍예성 앨범 그물 편곡, 보컬디렉터, 총괄프로듀서
- 2024년 10월 송하예 앨범 내 마음을 뺏는 건 작사
- 2023년 12월 더크로스 앨범 너에게 닿기를 총괄프로듀서
- 2022년 03월 황가람 앨범 가끔 니가 생각나 작사, 작곡
- 2020년 09월 송민경 앨범 기막힌 유산 OST Part.30 (KBS1 일일드라마)

내가 좋은 사람이 아니었다는 걸 알아 작사, 작곡
- 2020년 05월 이동은 앨범 기막힌 유산 OST Part.8 (KBS1 일일드라마)

그대를 만나 작곡, 편곡
- 2023년 ~  제이앤엠엔터테인먼트 총괄 프로듀서
- 2022년 05월 주식회사 제이앤엠엔터테인먼트 설립
- 2022년 05월 온라인뉴스채널 제이앤엠뉴스 창간
- 2020년 11월 제이앤엠뮤직 창립

## 수상
- 2024 올해를 빛낸 한국인대상 음반기획부문 대상
- 2024 자랑스러운 혁신한국인 음반기획부문 대상
- 2018년 Blue Awards 상품문화디자인 국제공모전 입선
- 2009년 제6회 EBS 대한민국로봇대전 로봇서바이벌 은상
- 2009년 부천로보파크 로보원그랑프리 로봇서바이벌 동상
- 2009년 경남 김해청소년과학경진대회 로봇과학부문 동상
- 2008년 경남 김해청소년과학경진대회 로봇과학부문 장려상
- 2007년 EBS로봇파워 로봇서바이벌 우승

## 음반

### 싱글
| 유형 | 발매일           | 앨범표지 | 앨범명                                    | 아티스트명 | 타이틀명                            | 역할                         |
| ---- | ---------------- | -------- | ----------------------------------------- | ---------- | ----------------------------------- | ---------------------------- |
| 싱글 | 2025년 01월 01일 |          | 그물                                      | 홍예성     | 그물                                | 편곡,보컬디렉터,총괄프로듀서 |
| 싱글 | 2024년 10월 29일 |          | 내 마음을 뺏는 건                         | 송하예     | 내 마음을 뺏는 건                   | 작사                         |
| 싱글 | 2023년 12월 26일 |          | 너에게 닿기를                             | 더크로스   | 너에게 닿기를                       | 총괄프로듀서                 |
| 싱글 | 2022년 03월 27일 |          | 가끔 니가 생각나                          | 황가람     | 가끔 니가 생각나                    | 작사,작곡                    |
| 싱글 | 2020년 09월 06일 |          | 기막힌 유산 OST Part.30 (KBS1 일일드라마) | 송민경     | 내가 좋은 사람이 아니었다는 걸 알아 | 작사,작곡                    |
| 싱글 | 2020년 05월 31일 |          | 기막힌 유산 OST Part.8 (KBS1 일일드라마)  | 이동은     | 그대를 만나                         | 작곡,편곡                    |